# Villers-Rotin
Villers-Rotin is een gemeente in het Franse departement Côte-d'Or (regio Bourgogne-Franche-Comté) en telt 126 inwoners (2004). De plaats maakt deel uit van het arrondissement Dijon.

## Geografie
De oppervlakte van Villers-Rotin bedraagt 3,1 km², de bevolkingsdichtheid is 40,6 inwoners per km².
De onderstaande kaart toont de ligging van Villers-Rotin met de belangrijkste infrastructuur en aangrenzende gemeenten.

## Demografie
Onderstaande figuur toont het verloop van het inwonertal (bron: INSEE-tellingen).